# لوكاس كارفاليو
لوكاس كارفاليو هو منافس ألعاب قوى برازيلي، ولد في 16 يوليو 1993 في سانت أندري في البرازيل.

## وصلات خارجية
- لوكاس كارفاليو على موقع الاتحاد الدولي لألعاب القوى (الإنجليزية)
- لوكاس كارفاليو على موقع أوليمبيديا (الإنجليزية)
- لوكاس كارفاليو على موقع اللجنة الأولمبية البرازيلية (البرتغالية)